# Tariq
Tariq  è un nome proprio di persona arabo maschile.

## Varianti
Il nome, scritto in alfabeto arabo طارق, viene traslitterato anche come Tarek, Tarik e Tareq.

### Varianti in altre lingue
- Bosniaco: Tarik[1]
- Turco: Tarık[1]

## Origine e diffusione
Ha il significato di "colui che bussa alla porta", da طرق (ʈáraqa, "bussare"). È il nome con cui è chiamata in arabo la "stella del mattino" o "stella della notte" (ossia il pianeta Venere), dal quale prende il titolo l'ottantaseiesima sūra del Corano (at-Tariq). Venne inoltre portato da Tariq ibn Ziyad, il generale berbero che, alla testa delle armate umayyadi, conquistò la Spagna nell'VIII secolo, da cui prende il nome anche Gibilterra (Jebel Tarik, "la montagna di Tariq").

## Onomastico
Essendo un nome adespota, cioè privo di santo patrono, l'onomastico si può festeggiare il 1º novembre, in occasione di Ognissanti.

## Persone

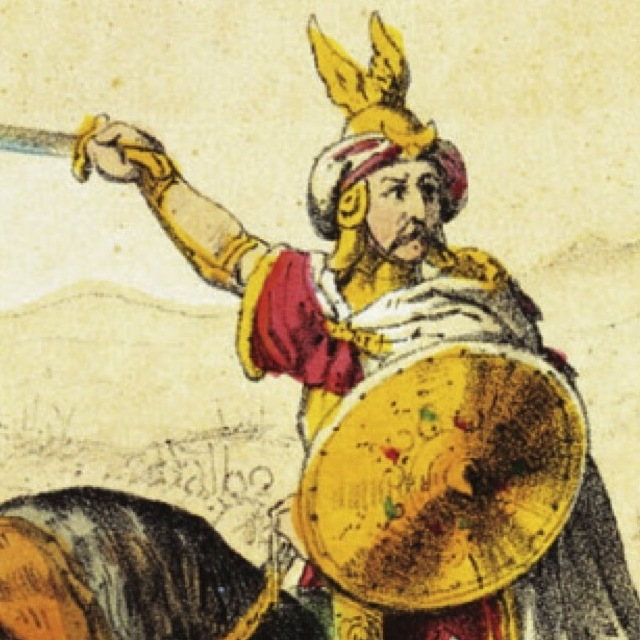
Tariq ibn Ziyad

- Tariq Abdul-Wahad, cestista francese
- Tariq Ali, saggista e romanziere pakistano naturalizzato britannico
- Tariq Anwar, montatore britannico
- Tariq Hassan, calciatore emiratino
- Tariq ibn Ziyad, condottiero berbero
- Tariq Kirksay, cestista statunitense naturalizzato francese
- Ṭāriq Ramaḍān, accademico e scrittore svizzero

### Variante Tareq

Tareq Aziz

- Tareq Aziz, politico e diplomatico iracheno
- Tareq Khattab, calciatore giordano

### Variante Tarik
- Tarik Benhabiles, tennista francese
- Tarik Black, cestista statunitense
- Tarik El Jarmouni, calciatore marocchino
- Tarik El Taib, calciatore libico
- Tarik Elyounoussi, calciatore marocchino naturalizzato norvegese
- Tarik Glenn, giocatore di football americano statunitense
- Tarik Oulida, calciatore olandese
- Tarik Sektioui, calciatore marocchino

### Variante Tarık
- Tarık Çamdal, calciatore turco

### Variante Tarek
- Tarek Al Ali, calciatore libanese
- Tarek Heggy, intellettuale egiziano
- Tarek Iurcich, vero nome di Rancore, rapper italiano
- Tarek Lazizi, calciatore algerino
- Tarek Soliman, calciatore egiziano
- Tarek Thabet, calciatore e allenatore di calcio tunisino
- Tarek Zaki, artista egiziano